# Milionia latifasciata
Milionia latifasciata là một loài bướm đêm trong họ Geometridae.